# Musikantenstadl
Le Musikantenstadl est un spectacle de divertissements de langue allemande produit par l'Union européenne de radio-télévision, coproduit par l'Österreichischer Rundfunk, la Bayerischer Rundfunk et la Schweizer Radio und Fernsehen. L'émission est également diffusée sur RTS Un avec des commentaires en français.

## Historique
La première émission a été diffusée et produite par l'ORF le 5 mars 1981 dans la ville autrichienne de Enns (Haute-Autriche). Depuis le 16 avril 1983 l'émission est également diffusée en Allemagne. Depuis 1986, l'émission est diffusée à 20h15.
Voici quelques dates-clés du Musikantenstadl :
- 50e édition le 4 février 1989
- 100e édition le 15 février 1997
- 150e édition le 22 septembre 2007
- 10e anniversaire le 4 avril 1991
- 20e anniversaire le 24 mars 2001
- 30e anniversaire le 12 mars 2011

## Liste des éditions
| 1re édition               | 5 mars 1981       | Enns                       |                              | Haute-Autriche                     | Autriche            |
| 2e édition                | 7 juin 1981       | Bärnbach                   |                              | Styrie                             | Autriche            |
| 3e édition                | 30 juillet 1981   | Feldkirch                  |                              | Vorarlberg                         | Autriche            |
| 4e édition                | 22 octobre 1981   | Vienne                     |                              | Vienne                             | Autriche            |
| 5e édition                | 17 décembre 1981  | Linz                       |                              | Haute-Autriche                     | Autriche            |
| 6e édition                | 4 mars 1982       | Feldbach                   |                              | Styrie                             | Autriche            |
| 7e édition                | 6 mai 1982        | Hollabrunn                 |                              | Basse-Autriche                     | Autriche            |
| 8e édition                | 24 juin 1982      | Vienne                     |                              | Vienne                             | Autriche            |
| 9e édition                | 5 aout 1982       | Gmunden                    |                              | Haute-Autriche                     | Autriche            |
| 10e édition               | 23 septembre 1982 | Kitzbühel                  |                              | Tyrol                              | Autriche            |
| 11e édition               | 25 novembre 1982  | Linz                       |                              | Haute-Autriche                     | Autriche            |
| 12e édition               | 3 février 1983    | Murau                      |                              | Styrie                             | Autriche            |
| 13e édition               | 14 avril 1983     | Tulln an der Donau         |                              | Basse-Autriche                     | Autriche            |
| 14e édition               | 2 juin 1983       | Innsbruck                  |                              | Tyrol                              | Autriche            |
| 15e édition               | 14 juillet 1983   | Dornbirn                   |                              | Vorarlberg                         | Autriche            |
| 16e édition               | 11 aout 1983      | Graz                       |                              | Styrie                             | Autriche            |
| 17e édition               | 15 septembre 1983 | Villach                    |                              | Carinthie                          | Autriche            |
| 18e édition               | 13 octobre 1983   | Bressanone                 | Province autonome de Bolzano | Trentin-Haut-Adige                 | Italie              |
| 19e édition               | 1er décembre 1983 | Steyr                      |                              | Haute-Autriche                     | Autriche            |
| 20e édition               | 9 février 1984    | Eisenerz                   |                              | Styrie                             | Autriche            |
| 21e édition               | 12 avril 1984     | Zeltweg                    |                              | Styrie                             | Autriche            |
| 22e édition               | 10 mai 1984       | Baden, près de Vienne      |                              | Basse-Autriche                     | Autriche            |
| 23e édition               | 4 octobre 1984    | Feldbach                   |                              | Styrie                             | Autriche            |
| 24e édition               | 8 novembre 1984   | Wels                       |                              | Haute-Autriche                     | Autriche            |
| 25e édition               | 6 décembre 1984   | Ternitz                    |                              | Basse-Autriche                     | Autriche            |
| Silvesterstadl            | 31 décembre 1984  | Linz                       |                              | Haute-Autriche                     | Autriche            |
| 26e édition               | 16 février 1985   | Salzbourg                  |                              | Salzbourg                          | Autriche            |
| 27e édition               | 13 avril 1985     | Vienne                     |                              | Vienne                             | Autriche            |
| 28e édition               | 25 mai 1985       | Graz                       |                              | Styrie                             | Autriche            |
| 29e édition               | 31 aout 1985      | Portorož                   |                              |                                    | Slovénie            |
| 30e édition               | 12 octobre 1985   | Hollabrunn                 |                              | Basse-Autriche                     | Autriche            |
| 31e édition               | 7 décembre 1985   | Linz                       |                              | Haute-Autriche                     | Autriche            |
| 32e édition               | 13 février 1986   | Stockerau                  |                              | Basse-Autriche                     | Autriche            |
| 33e édition               | 20 mars 1986      | Sankt Veit an der Glan     |                              | Carinthie                          | Autriche            |
| 34e édition               | 22 mai 1986       | Innsbruck                  |                              | Tyrol                              | Autriche            |
| 35e édition               | 4 septembre 1986  | Güssing                    |                              | Burgenland                         | Autriche            |
| 36e édition               | 16 octobre 1986   | Salzbourg                  |                              | Salzbourg                          | Autriche            |
| 37e édition               | 11 décembre 1986  | Schladming                 |                              | Styrie                             | Autriche            |
| 38e édition               | 12 février 1987   | Perg                       |                              | Haute-Autriche                     | Autriche            |
| 39e édition               | 9 avril 1987      | Murau                      |                              | Styrie                             | Autriche            |
| 40e édition               | 28 mai 1987       | Wiener Neustadt            |                              | Basse-Autriche                     | Autriche            |
| 41e édition               | 6 aout 1987       | Gmunden                    |                              | Haute-Autriche                     | Autriche            |
| 42e édition               | 17 septembre 1987 | Munich                     |                              | Bavière                            | Allemagne           |
| 43e édition               | 11 décembre 1987  | Vienne                     |                              | Vienne                             | Autriche            |
| 44e édition               | 4 février 1988    | Sölden                     |                              | Tyrol                              | Autriche            |
| 45e édition               | 14 avril 1988     | Lustenau                   |                              | Vorarlberg                         | Autriche            |
| 46e édition               | 9 juin 1988       | Hollabrunn                 |                              | Basse-Autriche                     | Autriche            |
| Sonderstadl               | 10 septembre 1988 | Moscou                     |                              |                                    | Russie              |
| 47e édition               | 29 septembre 1988 | Klagenfurt                 |                              | Carinthie                          | Autriche            |
| 48e édition               | 10 novembre 1988  | Steyr                      |                              | Haute-Autriche                     | Autriche            |
| 49e édition               | 8 décembre 1988   | Perchtoldsdorf             |                              | Basse-Autriche                     | Autriche            |
| 50e édition               | 4 février 1989    | Linz                       |                              | Haute-Autriche                     | Autriche            |
| 51e édition               | 6 avril 1989      | Seefeld                    |                              | Tyrol                              | Autriche            |
| 52e édition               | 8 juin 1989       | Schladming                 |                              | Styrie                             | Autriche            |
| 53e édition               | 14 septembre 1989 | Fürstenfeld                |                              | Styrie                             | Autriche            |
| 54e édition               | 12 octobre 1989   | Bad Vöslau                 |                              | Basse-Autriche                     | Autriche            |
| 55e édition               | 7 décembre 1989   | Schärding                  |                              | Haute-Autriche                     | Autriche            |
| Sonderstadl               | 17 décembre 1989  | Cottbus                    |                              | Brandebourg                        | Allemagne           |
| Silvesterstadl            | 31 décembre 1989  | Sölden                     |                              | Tyrol                              | Autriche            |
| 56e édition               | 8 février 1990    | Hartberg                   |                              | Styrie                             | Autriche            |
| 57e édition               | 5 avril 1990      | Fulpmes                    |                              | Tyrol                              | Autriche            |
| 58e édition               | 7 juin 1990       | Nuremberg                  |                              | Bavière                            | Allemagne           |
| 59e édition               | 6 septembre 1990  | Herzogenburg               |                              | Basse-Autriche                     | Autriche            |
| 60e édition               | 25 octobre 1990   | Maribor                    |                              | Basse-Styrie                       | Slovénie            |
| 61e édition               | 6 décembre 1990   | Salzbourg                  |                              | Salzbourg                          | Autriche            |
| Silvesterstadl            | 31 décembre 1990  | Chemnitz                   |                              | Saxe                               | Allemagne           |
| 62e édition               | 14 février 1991   | Oberwart                   |                              | Burgenland                         | Autriche            |
| 63e édition               | 4 avril 1991      | Vienne                     |                              | Vienne                             | Autriche            |
| 64e édition               | 25 mai 1991       | Lustenau                   |                              | Vorarlberg                         | Autriche            |
| 65e édition               | 20 juillet 1991   | Sarrebruck                 |                              | Sarre                              | Allemagne           |
| 66e édition               | 24 aout 1991      | Liezen                     |                              | Styrie                             | Autriche            |
| 67e édition               | 28 septembre 1991 | Kiel                       |                              | Schleswig-Holstein                 | Allemagne           |
| 68e édition               | 31 octobre 1991   | Bolzano                    | Province autonome de Bolzano | Trentin-Haut-Adige                 | Italie              |
| 69e édition               | 23 novembre 1991  | Bad Vöslau                 |                              | Basse-Autriche                     | Autriche            |
| Silvesterstadl            | 31 décembre 1991  | Linz                       |                              | Haute-Autriche                     | Autriche            |
| 70e édition               | 8 février 1992    | Freistadt                  |                              | Haute-Autriche                     | Autriche            |
| 71e édition               | 18 avril 1992     | Böblingen                  |                              | Bade-Wurtemberg                    | Allemagne           |
| 72e édition               | 30 mai 1992       | Villach                    |                              | Carinthie                          | Autriche            |
| Best Of                   | 1er aout 1992     |                            |                              |                                    |                     |
| 73e édition               | 19 septembre 1992 | Munich                     |                              | Bavière                            | Allemagne           |
| 74e édition               | 31 octobre 1992   | Wiener Neustadt            |                              | Basse-Autriche                     | Autriche            |
| 75e édition               | 21 novembre 1992  | Leibnitz                   |                              | Styrie                             | Autriche            |
| Silvesterstadl            | 31 décembre 1992  | Sankt Pölten               |                              | Basse-Autriche                     | Autriche            |
| 76e édition               | 13 février 1993   | Eisenstadt                 |                              | Burgenland                         | Autriche            |
| 77e édition               | 24 avril 1993     | Saalfelden                 |                              | Salzbourg                          | Autriche            |
| 78e édition               | 29 mai 1993       | Halle an der Saale         |                              | Saxe-Anhalt                        | Allemagne           |
| Best Of                   | 31 juillet 1993   | Wolfgangsee                |                              | Haute-Autriche                     | Autriche            |
| 79e édition               | 11 septembre 1993 | Bâle                       |                              | Bâle-Ville                         | Suisse              |
| 80e édition               | 6 novembre 1993   | Wolfsberg                  |                              | Carinthie                          | Autriche            |
| 81e édition               | 4 décembre 1993   | Salzbourg                  |                              | Salzbourg                          | Autriche            |
| Silvesterstadl            | 31 décembre 1993  | Bolzano                    | Province autonome de Bolzano | Trentin-Haut-Adige                 | Italie              |
| 82e édition               | 19 février 1994   | Schladming                 |                              | Styrie                             | Autriche            |
| 83e édition               | 19 mars 1994      | St. Johann in Tirol        |                              | Tyrol                              | Autriche            |
| 84e édition               | 26 mai 1994       | Coliseum Arena, Toronto    |                              | Ontario                            | Canada              |
| Best Of                   | 30 juillet 1994   | Montafon                   |                              | Tyrol (?), Vorarlberg (?)          | Autriche            |
| Best Of                   | 30 juillet 1994   | Montafon                   |                              | Grisons (?)                        | Suisse              |
| 85e édition               | 27 aout 1994      | Kapfenberg                 |                              | Styrie                             | Autriche            |
| 86e édition               | 24 septembre 1994 | Hambourg                   |                              | Hambourg                           | Allemagne           |
| 87e édition               | 12 novembre 1994  | Klagenfurt                 |                              | Carinthie                          | Autriche            |
| Silvesterstadl            | 31 décembre 1994  | Linz                       |                              | Haute-Autriche                     | Autriche            |
| 88e édition               | 25 février 1995   | Voitsberg                  |                              | Styrie                             | Autriche            |
| 89e édition               | 1er avril 1995    | Cottbus                    |                              | Brandebourg                        | Allemagne           |
| 90e édition               | 14 mai 1995       | Canton de Zurich           |                              | Zurich                             | Suisse              |
| 91e édition               | 8 juillet 1995    | Garmisch-Partenkirchen     |                              | Bavière                            | Allemagne           |
| Best Of                   | 29 juillet 1995   |                            |                              |                                    |                     |
| 92e édition               | 23 septembre 1995 | Rod Laver Arena, Melbourne |                              | Victoria                           | Australie           |
| 93e édition               | 25 novembre 1995  | Graz Puntigam              |                              | Styrie                             | Autriche            |
| Silvesterstadl            | 31 décembre 1995  | Klagenfurt                 |                              | Carinthie                          | Autriche            |
| 94e édition               | 3 février 1996    | Schärding                  |                              | Haute-Autriche                     | Autriche            |
| 95e édition               | 13 avril 1996     | Amstetten                  |                              | Basse-Autriche                     | Autriche            |
| 96e édition               | 1er juin 1996     | Innsbruck                  |                              | Tyrol                              | Autriche            |
| 97e édition               | 21 septembre 1996 | Bremerhaven                |                              | Brême                              | Allemagne           |
| 98e édition               | 26 octobre 1996   | Salzbourg                  |                              | Salzbourg                          | Autriche            |
| 99e édition               | 30 novembre 1996  | Le Cap                     |                              |                                    | Afrique du Sud      |
| Silvesterstadl            | 31 décembre 1996  | Wiener Neustadt            |                              | Basse-Autriche                     | Autriche            |
| 100e édition              | 15 février 1997   | Vienne                     |                              | Vienne                             | Autriche            |
| 101e édition              | 19 avril 1997     | Munich                     |                              | Bavière                            | Allemagne           |
| 102e édition              | 7 juin 1997       | Gmunden                    |                              | Haute-Autriche                     | Autriche            |
| 103e édition              | 20 septembre 1997 | Deutschlandsberg           |                              | Styrie                             | Autriche            |
| 104e édition              | 25 octobre 1997   | Krems an der Donau         |                              | Basse-Autriche                     | Autriche            |
| 105e édition              | 6 décembre 1997   | Seefeld                    |                              | Tyrol                              | Autriche            |
| Silvesterstadl            | 31 décembre 1997  | Linz                       |                              | Haute-Autriche                     | Autriche            |
| 106e édition              | 31 janvier 1998   | Dornbirn                   |                              | Vorarlberg                         | Autriche            |
| 107e édition              | 14 mars 1998      | Disney World, Orlando      |                              | Floride                            | États-Unis          |
| 108e édition              | 18 avril 1998     | Innsbruck                  |                              | Tyrol                              | Autriche            |
| Best Of                   | 11 juillet 1998   |                            |                              |                                    |                     |
| 109e édition              | 26 septembre 1998 | Hof                        |                              | Bavière                            | Allemagne           |
| 110e édition              | 14 novembre 1998  | Bad Gleichenberg           |                              | Styrie                             | Autriche            |
| Silvesterstadl            | 31 décembre 1998  | Sankt Pölten               |                              | Basse-Autriche                     | Autriche            |
| 111e édition              | 13 février 1999   | Eferding                   |                              | Haute-Autriche                     | Autriche            |
| Musikantenstadl unterwegs | 20 mars 1999      | Castelrotto                | Province autonome de Bolzano | Trentin-Haut-Adige                 | Italie              |
| Musikantenstadl unterwegs | 20 mars 1999      | Villach                    |                              | Carinthie                          | Autriche            |
| Musikantenstadl unterwegs | 20 mars 1999      | Werfen                     |                              | Salzbourg                          | Autriche            |
| Musikantenstadl unterwegs | 20 mars 1999      | Lienz                      |                              | Tyrol                              | Autriche            |
| 112e édition              | 1er mai 1999      | Bolzano                    | Province autonome de Bolzano | Trentin-Haut-Adige                 | Italie              |
| 113e édition              | 18 septembre 1999 | Munich                     |                              | Bavière                            | Allemagne           |
| 114e édition              | 16 octobre 1999   | Beijing                    |                              |                                    | Chine               |
| 115e édition              | 27 novembre 1999  | Salzbourg                  |                              | Salzbourg                          | Autriche            |
| Silvesterstadl            | 31 décembre 1999  | Berlin                     |                              | Berlin                             | Allemagne           |
| 116e édition              | 4 mars 2000       | Bâle                       |                              | Bâle-Ville                         | Suisse              |
| 117e édition              | 15 avril 2000     | Graz-Unterpremstätten      |                              | Styrie                             | Autriche            |
| 118e édition              | 3 juin 2000       | Rostock                    |                              | Mecklembourg-Poméranie-Occidentale | Allemagne           |
| Best Of                   | 5 aout 2000       |                            |                              |                                    |                     |
| 119e édition              | 23 septembre 2000 | Stuttgart                  |                              | Bade-Wurtemberg                    | Allemagne           |
| 120e édition              | 28 octobre 2000   | Bad Vöslau                 |                              | Basse-Autriche                     | Autriche            |
| Silvesterstadl            | 31 décembre 2000  | Wels                       |                              | Haute-Autriche                     | Autriche            |
| Musikantenstadl unterwegs | 24 février 2001   | New York                   |                              | New York                           | États-Unis          |
| Musikantenstadl unterwegs | 24 février 2001   | La Nouvelle-Orléans        |                              | Louisiane                          | États-Unis          |
| Musikantenstadl unterwegs | 24 février 2001   | Caraïbe                    |                              |                                    |                     |
| 121e édition              | 24 mars 2001      | Vienne                     |                              | Vienne                             | Autriche            |
| 122e édition              | 2 juin 2001       | Schruns-Tschagguns         |                              | Vorarlberg                         | Autriche            |
| Best Of                   | 18 aout 2001      |                            |                              |                                    |                     |
| 123e édition              | 22 septembre 2001 | Brunswick                  |                              | Basse-Saxe                         | Allemagne           |
| 124e édition              | 8 décembre 2001   | Dubai                      |                              | Dubaï                              | Émirats arabes unis |
| Silvesterstadl            | 31 décembre 2001  | Augsbourg                  |                              | Bavière                            | Allemagne           |
| 125e édition              | 9 mars 2002       | Oberwart                   |                              | Burgenland                         | Autriche            |
| 126e édition              | 6 avril 2002      | Oldenbourg                 |                              | Basse-Saxe                         | Allemagne           |
| 127e édition              | 8 juin 2002       | Bolzano                    | Province autonome de Bolzano | Trentin-Haut-Adige                 | Italie              |
| 128e édition              | 21 septembre 2002 | Wiener Neustadt            |                              | Basse-Autriche                     | Autriche            |
| 129e édition              | 16 novembre 2002  | Bad Gleichenberg           |                              | Styrie                             | Autriche            |
| Silvesterstadl            | 31 décembre 2002  | Linz                       |                              | Haute-Autriche                     | Autriche            |
| 130e édition              | 1er mars 2003     | Graz                       |                              | Styrie                             | Autriche            |
| 131e édition              | 26 avril 2003     | Dornbirn                   |                              | Vorarlberg                         | Autriche            |
| 132e édition              | 14 juin 2003      | Flensburg                  |                              | Schleswig-Holstein                 | Allemagne           |
| 133e édition              | 27 septembre 2003 | Sankt Pölten               |                              | Basse-Autriche                     | Autriche            |
| 134e édition              | 22 novembre 2003  | Salzbourg                  |                              | Salzbourg                          | Autriche            |
| Silvesterstadl            | 31 décembre 2003  | Hanovre                    |                              | Basse-Saxe                         | Allemagne           |
| 135e édition              | 6 mars 2004       | Seefeld                    |                              | Tyrol                              | Autriche            |
| 136e édition              | 17 avril 2004     | Vienne                     |                              | Vienne                             | Autriche            |
| 137e édition              | 22 mai 2004       | Brême                      |                              | Brême                              | Allemagne           |
| 138e édition              | 25 septembre 2004 | Mörbisch am See            |                              | Burgenland                         | Autriche            |
| 139e édition              | 6 novembre 2004   | Passau                     |                              | Bavière                            | Allemagne           |
| Silvesterstadl            | 31 décembre 2004  | Innsbruck                  |                              | Tyrol                              | Autriche            |
| 140e édition              | 5 mars 2005       | Bruck an der Mur           |                              | Styrie                             | Autriche            |
| 141e édition              | 23 avril 2005     | Füssen                     |                              | Bavière                            | Allemagne           |
| 142e édition              | 11 juin 2005      | Bolzano                    | Province autonome de Bolzano | Trentin-Haut-Adige                 | Italie              |
| 143e édition              | 17 septembre 2005 | Wiener Neustadt            |                              | Basse-Autriche                     | Autriche            |
| 144e édition              | 19 novembre 2005  | Husum                      |                              | Schleswig-Holstein                 | Allemagne           |
| Silvesterstadl            | 31 décembre 2005  | Klagenfurt                 |                              | Carinthie                          | Autriche            |
| 145e édition              | 23 septembre 2006 | Wiener Neustadt            |                              | Basse-Autriche                     | Autriche            |
| 146e édition              | 18 novembre 2006  | Graz                       |                              | Styrie                             | Autriche            |
| Silvesterstadl            | 31 décembre 2006  | Innsbruck                  |                              | Tyrol                              | Autriche            |
| 147e édition              | 17 février 2007   | Bâle                       |                              | Bâle-Ville                         | Suisse              |
| 148e édition              | 28 avril 2007     | Klagenfurt                 |                              | Carinthie                          | Autriche            |
| 149e édition              | 16 juin 2007      | Vienne                     |                              | Vienne                             | Autriche            |
| 150e édition              | 22 septembre 2007 | Salzbourg                  |                              | Salzbourg                          | Autriche            |
| 151e édition              | 17 novembre 2007  | Passau                     |                              | Bavière                            | Allemagne           |
| Silvesterstadl            | 31 décembre 2007  | Oberwart                   |                              | Burgenland                         | Autriche            |
| 152e édition              | 8 mars 2008       | Bâle                       |                              | Bâle-Ville                         | Suisse              |
| 153e édition              | 26 avril 2008     | Klagenfurt                 |                              | Carinthie                          | Autriche            |
| 154e édition              | 5 juillet 2008    | Dornbirn                   |                              | Vorarlberg                         | Autriche            |
| 155e édition              | 20 septembre 2008 | Munich                     |                              | Bavière                            | Allemagne           |
| 156e édition              | 15 novembre 2008  | Innsbruck                  |                              | Tyrol                              | Autriche            |
| Silvesterstadl            | 31 décembre 2008  | Graz                       |                              | Styrie                             | Autriche            |
| 157e édition              | 7 mars 2009       | Riesa                      |                              | Saxe                               | Allemagne           |
| 158e édition              | 18 avril 2009     | Tulln an der Donau         |                              | Basse-Autriche                     | Autriche            |
| 159e édition              | 23 mai 2009       | Fribourg                   |                              | Canton de Fribourg                 | Suisse              |
| 160e édition              | 19 septembre 2009 | Linz                       |                              | Haute-Autriche                     | Autriche            |
| 161e édition              | 14 novembre 2009  | Passau                     |                              | Bavière                            | Allemagne           |
| Silvesterstadl            | 31 décembre 2009  | Wiener Neustadt            |                              | Basse-Autriche                     | Autriche            |
| 162e édition              | 13 mars 2010      | Garmisch-Partenkirchen     |                              | Bavière                            | Allemagne           |
| 163e édition              | 24 avril 2010     | Salzbourg                  |                              | Salzbourg                          | Autriche            |
| 164e édition              | 29 mai 2010       | Davos                      |                              | Grisons                            | Suisse              |
| 165e édition              | 18 septembre 2010 | Bolzano                    | Province autonome de Bolzano | Trentin-Haut-Adige                 | Italie              |
| Silvesterstadl            | 31 décembre 2010  | Klagenfurt                 |                              | Carinthie                          | Autriche            |
| 166e édition              | 12 mars 2011      | Fribourg                   |                              | Canton de Fribourg                 | Suisse              |
| 167e édition              | 7 mai 2011        | Poreč                      |                              | Istrie                             | Croatie             |
| 168e édition              | 17 septembre 2011 | Riesa                      |                              | Saxe                               | Allemagne           |
| 169e édition              | 19 novembre 2011  | Linz                       |                              | Haute-Autriche                     | Autriche            |
| Silvesterstadl            | 31 décembre 2011  | Graz                       |                              | Styrie                             | Autriche            |
| 170e édition              | 3 mars 2012       | Wiener Neustadt            |                              | Basse-Autriche                     | Autriche            |
| 171e édition              | 5 mai 2012        | Kreuzlingen                |                              | Thurgovie                          | Suisse              |
| 172e édition              | 15 septembre 2012 | Krefeld                    |                              | Rhénanie-du-Nord-Westphalie        | Allemagne           |
| 173e édition              | 10 novembre 2012  | Innsbruck                  |                              | Tyrol                              | Autriche            |
| Silvesterstadl            | 31 décembre 2012  | Oberwart                   |                              | Burgenland                         | Autriche            |
| 174e édition              | 6 avril 2013      | Salzbourg                  |                              | Salzbourg                          | Autriche            |
| 175e édition              | 15 juin 2013      | Ingolstadt                 |                              | Bavière                            | Allemagne           |
| 176e édition              | 14 septembre 2013 | Tulln an der Donau         |                              | Basse-Autriche                     | Autriche            |
| 177e édition              | 16 novembre 2013  | Bâle                       |                              | Bâle-Ville                         | Suisse              |
| Silvesterstadl            | 31 décembre 2013  | Klagenfurt                 |                              | Carinthie                          | Autriche            |
| 178e édition              | 8 mars 2014       | Wiener Neustadt            |                              | Basse-Autriche                     | Autriche            |
| 179e édition              | 3 mai 2014        | Fribourg (Suisse)          |                              | Canton de Fribourg                 | Suisse              |
| Best Of                   | 16 aout 2014      | Lac des Quatre-Cantons     |                              |                                    | Suisse              |
| 180e édition              | 27 septembre 2014 | Passau                     |                              | Bavière                            | Allemagne           |
| Silvesterstadl            | 31 décembre 2014  | Graz                       |                              | Styrie                             | Autriche            |